# Brémontier-Merval
Brémontier-Merval è un comune francese di 582 abitanti situato nel dipartimento della Senna Marittima nella regione della Normandia.

## Società

### Evoluzione demografica
Abitanti censiti